# Іїде (Ямаґата)

38°2′45″ пн. ш. 139°59′15″ сх. д. / 38.04583° пн. ш. 139.98750° сх. д.
Ії́де (яп. 飯豊町, いいでまち, МФА: [iːde mat͡ɕi̥]) — містечко в Японії, в повіті Нісі-Окітама префектури Ямаґата. Станом на 1 жовтня 2008 площа містечка становила 329,60 км². Станом на 1 січня 2009 населення містечка становило 8211 осіб.